# Franklin Pierce University
Franklin Pierce University är ett privat universitet i staden Rindge i den amerikanska delstaten New Hampshire. Universitetet grundades 1962 och fick sitt namn efter USA:s 14:e president Franklin Pierce. Universitetet ska ej förväxlas med den elva år senare grundade juridikskolan Franklin Pierce Law Center i delstatens huvudstad Concord som sedan 2010 heter University of New Hampshire School of Law.
Franklin Pierce University har en fakultet i kommunikationsvetenskap som heter Marlin Fitzwater Center och har fått sitt namn efter Marlin Fitzwater som tjänstgjorde som Vita husets pressekreterare 1987–1993.